# ベニー・サップ
ベニー・サップ（Benny Sapp 1981年1月20日- ）はフロリダ州フォートローダーデール出身の元アメリカンフットボール選手。現役時代のポジションはコーナーバック。

## 経歴
4歳になる直前に父親が殺害された。高校時代はアサンテ・サミュエルとチームメートだった。フロリダ州内の大学からのオファーもあったが、彼はアイオワ大学を進学先に選んだ。
アイオワ大学で2年間、24試合に出場し104タックル、3インターセプトをあげたが、度重なる警察沙汰を起こしたことから2002年にチームを追われ、その後北アイオワ大学で2年間に24試合に出場し78タックル、6インターセプト、29パスディフレクト、4ファンブルフォースの成績を残した。
2004年、ドラフト外フリーエージェントでカンザスシティ・チーフスと契約を結び、1年目はスペシャルチーム、ニッケルバックとして起用され15タックル、1インターセプトをあげた。
チーフスには2007年まで所属、シーズン終了後フリーエージェントとなった。
2008年、ミネソタ・バイキングスと契約を結んだ。この年チャールズ・ゴードンが負傷して離脱した後、ニッケルバックとして起用され、22タックル、2インターセプトをあげた。
2009年3月3日、チームと1年間の再契約を結び、2010年3月9日には2年間の再契約を結んだ。
2010年8月25日、マイアミ・ドルフィンズのグレッグ・カマリロとトレードされた。この年、主にニッケル隊形で起用され2インターセプト、10パスディフレクトをあげた。
2011年、9月12日のニューイングランド・ペイトリオッツとのマンデーナイトフットボールで、第4Qに敵陣1ヤード地点からの守備で、トム・ブレイディからパスを受けたウェス・ウェルカーへのタックルで足をすべらせミス、99ヤードのTDレシーブを許した。翌日ドルフィンズから解雇された。同年11月、アントワン・ウィンフィールドがシーズン絶望となったことから、古巣のバイキングスと1年契約を結んだ。

## 人物
チーフス時代のヘッドコーチ、ハーマン・エドワーズからはコーナーバックタイプというより、セイフティタイプであると見られていた。
彼の息子のベニー・サップ3世もNFL入りしており、2023年にグリーンベイ・パッカーズで5試合に出場した。2024年12月にアトランタ・ファルコンズとプラクティススクワッド契約を結んだ。